# Romano Artioli
Romano Artioli (Moglia, 1932. december 5. –) olasz vállalkozó, a Bugatti és Lotus autómárkák egykori tulajdonosa.
Artioli a Mantua tartománybeli Mogliában született. Bolzanóban nevelkedett, ahol az 1980-as években a világ egyik legnagyobb Ferrari-kereskedését üzemeltette, Észak-Olaszországban és Dél-Németországban értékesített. Japán autókat is importált, az Autoexpó is tulajdonában volt, amely 1982-ben a Suzuki első olasz importőre volt.
Ferruccio Lamborghini és Paolo Stanzani arra ösztönözte, hogy alapítsa meg a Bugatti Internationalt, egy holdingot, amely 1987-ben megvásárolta a Bugatti védjegynevet, és Jan K Breitfeld lett a holding elnöke. Artioli lett a Bugatti Automobili S.p.A. elnöke, amely 1991 és 1995 között készítette a Bugatti EB 110-et. 1993-ban felesége, Renata Kettmeir megalakította a bolzanói Ettore Bugatti luxuscikkek gyártóját, szintén a Bugatti "EB" logót használva. Az érintettségük 1995 szeptemberében a csőd miatt véget ért, és a céget végül a Volkswagen vásárolta meg 1998 áprilisában. A Volkswagennek történő eladás előtt a magántőke-befektető, a CVC megkísérelte megvásárolni a Bugattit az angliai Anglo American Ventures vállalatfinanszírozási tanácsadón keresztül, azonban az üzlet létrejötte az átvilágítási szakaszban megbukott.
Artioli 1993 augusztusában megvásárolta a Lotust a General Motorstól, és 1996-ig az elnöke lett, amikor 1998-ig lemondott a Special Projects igazgatói posztjáról. 1996-ban eladta többségi részesedését a Protonnak, hogy finanszírozza a Bugatti fizetésképtelensége miatti veszteségeit.
Lánya, Elena Artioli (született 1970) a Dél-tiroli Néppárt és a Lega Nord Alto Adige – Südtirol politikusa. A Lotus Elise névadója Romano Artioli unokája, Elisa Artioli.